# 재클린

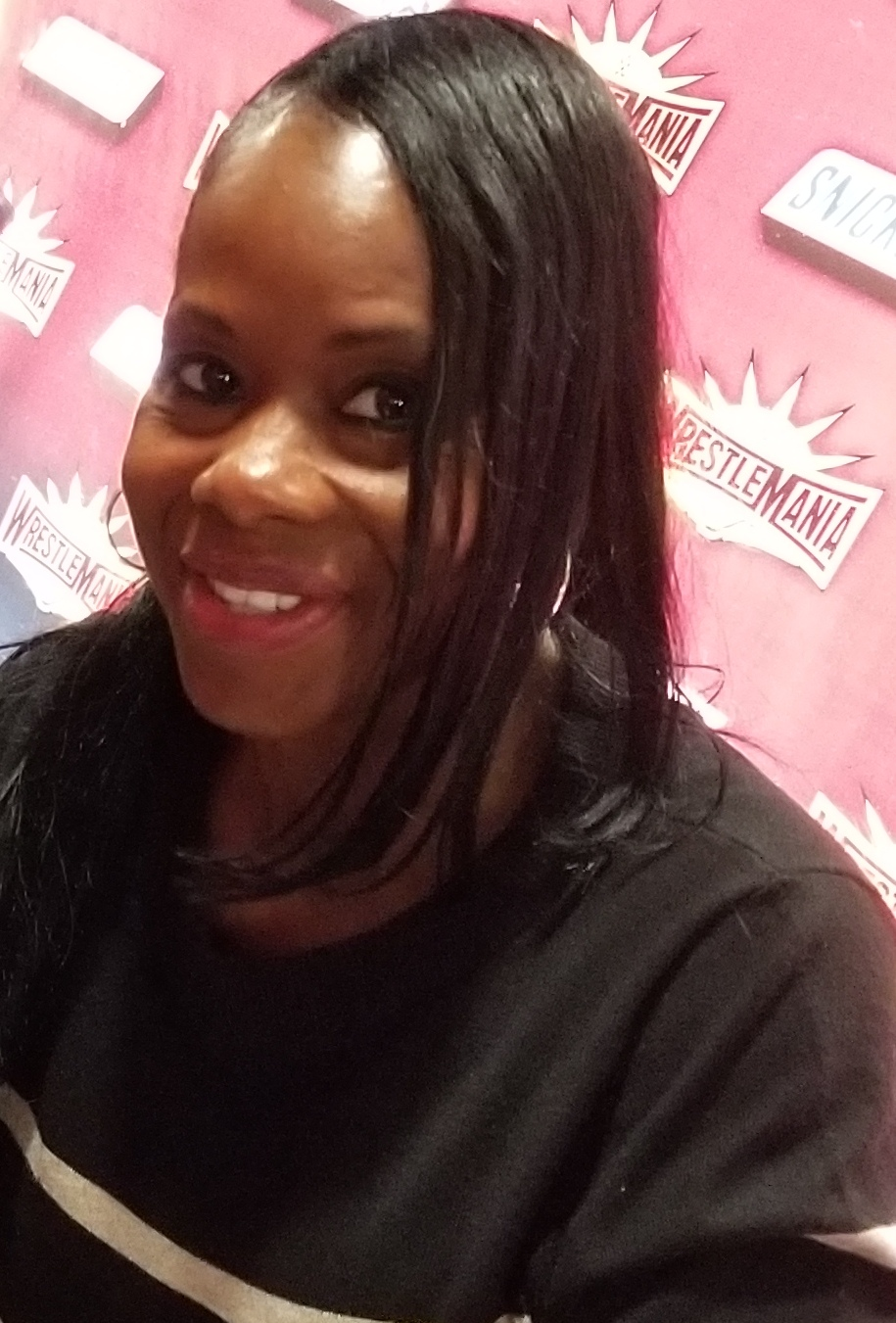
재클린 (2019년)

재클린 무어(Jacqueline Moore, 1964년 1월 6일 ~ )는 WWF/WWE 링네임은 재클린(Jacqueline)이라고 한다. 미국의 여자 프로레슬링선수에다가 본명은 재클린 델로스 무어(Jacqueline Delois Moore)다. 1983년 프로레슬링 입문으로 밝혀진다. 키는 161cm(5 ft 3 in)에다가 몸무게는 54kg(119 lb)에다가 피니쉬는 에이알 불독(불독), 에이알 버스터(브레인버스터), 에이알 넥브레이커(넥브레이커 슬램), 에이알 슬램(펌플핸들 슬램), 브라이언 크로스바디(크로스바디), 브라이언 백 엘보우 스매쉬(백 엘보우 스매쉬), 브라이언 피스트 드롭(피스트 드롭), 브라이언 오버헤드 찹(오버헤드 찹), 브릿지 저먼 수플렉스, 케이지 브롱코 버스터(브롱코 버스터), 케이지 아이언 클로우 슬램(아이언 클로우 슬램), 케이지 슬리퍼 홀드 슬램(슬리퍼 홀드 슬램), 케이지 스파인버스터(스윙 스파인버스터), 도노반 니 킥(하이 니), 도노반 펀치(하트 펀치), 도노반 시티드 센턴(시티드 센턴), 도노반 센턴(센턴), 플롯-오버 디디티, 사모안 찹 드롭(찹 드롭), 사모안 드롭킥(프론트 드롭킥), 사모안 어퍼컷(유러피언 어퍼컷), 사모안 수플렉스(레그 훅 벨리 투 백 수플렉스), 사이드 킥, 테일러 커터(커터), 테일러 드롭(싯아웃 밀리터리 프레스 슬램 파일드라이버), 테일러 슬램(더블 언더훅 매트 슬램), 토네이도 디디티, 웨폰 매스 디스트럭션 아토믹 드롭(아토믹 드롭), 웨폰 매스 디스트럭션 조브레이커(조브레이커), 웨폰 매스 디스트럭션 킥(힐 킥), 웨폰 매스 디스트럭션 파워밤(것렌치 파워밤), 자이 슬램(밀리터리 프레스 슬램), 제로원 불독(쓰리-쿼터 페이스락 불독), 제로원 드롭(벨리-투-백 파일드라이버), 제로원 드롭(펄링 디디티)는 엄청 길게 가지고 있다. 시그니처 기술은 스피닝 백 킥, 래리어트, 사이드 수플렉스, 바디 슬램, 딜레이 피셔맨 수플렉스로 자주 사용을 한다. 그러다가 밀리터리 프레스 드롭을 한적도 있다.

## Professional wrestling highlights
- Finishing moves
  - AR Bulldog (Bulldog) - 1983-1985
  - AR Buster (Brainbuster) - 1983-1985
  - AR Neckbreaker (Neckbreaker slam) - 1983-1985
  - AR Slam (Pumphandle slam) - 1983-1985
  - Brian Crossbody (Crossbody) - 1985-1987
  - Brian Elbow Smash (Back elbow smash) - 1985-1987
  - Brian Fist Drop (Fist drop) - 1985-1987
  - Brian Overhead Chop (Overhead chop) - 1985-1987
  - Bridging german suplex - 1998-present
  - Cage Bronco Buster (Bronco buster) - 1993-1995
  - Cage Iron Claw Slam (Iron claw slam) - 1993-1995
  - Cage Sleeper Hold Slam (Sleeper hold slam) - 1993-1995
  - Cage Spinebuster (Swinging spinebuster) - 1993-1995
  - Donovan Knee Kick (High knee) - 1991-1993
  - Donovan Punch (Heart punch) - 1991-1993
  - Donovan Seated Senton (Seated senton) - 1991-1993
  - Donovan Senton (Senton) - 1991-1993
  - Float-over DDT - 1998-present
  - Samoan Chop drop (Chop drop) - 1987-1989
  - Samoan Dropkick (Front dropkick) - 1987-1989
  - Samoan Uppercut (European uppercut)  - 1987-1989
  - Samoan Suplex (Leg hook belly to back suplex) - 1987-1989
  - Side kick - 1998-present
  - Taylor Cutter (Cutter) - 1997-1998
  - Taylor Drop (Stiout military press body slam piledriver) - 1997-1998
  - Taylor Piledriver (Over the shoulder belly to back piledriver) - 1997-1998
  - Taylor Slam (Double underhook mat slam) - 1997-1998
  - Tornado DDT - 1998-present
  - Weapon Mass Destruction Atomic Drop (Atomic drop) - 1989-1991
  - Weapon Mass Destruction Jawbreaker (Jawbreaker) - 1989-1991
  - Weapon Mass Destruction Kick (Heel kick) - 1989-1991
  - Weapon Mass Destruction Powerbomb (Gutwrench powerbomb) - 1989-1991
  - Zay Slam (Military press slam) - 1995-1997
  - Zeroone Bulldog (Three-quarter facelock bulldog) - 1995-1997
  - Zeroone Driver (Belly-to-back piledriver) - 1995-1997
  - Zeroone Drop (Falling DDT) - 1995-1997
- Signature moves
  - Baseball slide
  - Body slam
  - Boston crab
  - Diving plancha
  - Delayed fisherman suplex
  - Flapjack
  - Military press drop
  - Hurricanrana
  - Lariat
  - Notion of Time (Fireman's carry double knee gutbuster)
  - Running big boot
  - Side suplex
  - Spinning back kick
- Wrestler Manager
  - APA (Bradshaw and Faarooq)
  - D'Lo Brown
  - Harlem Heat (Booker T and Stevie Ray)
  - James Storm
  - Kevin Sullivan
  - Mark Henry
  - Marc Mero
  - Meat
  - Bobby Roode
- Entrance themes
  - "Black Cat" by Janet Jackson (USWA; 1989-1996)
  - "Rock and a Hard Place" by Rolling Stones (SMW; 1995)
  - "Yadda Yadda" by Rick DiFonzo (World Championship Wrestling; 1997-1998)
  - "Pretty Mean Sister" by Jim Johnston (WWF/WWE; 1998-2004; 2018)
  - "Lucky" by Dale Oliver (TNA; 2007-2011)
  - "Sorry About Your Damn Luck" by Dale Oliver (TNA; 2007-2009; used in tandem with James Storm)

## 경력
처음엔 링네임이  위노나(Wynonna)라는 사용을 한적도 있었다. 그러다가 1998년 WWF Raw에서 마크 메로라는 매니저로 등장을 했다. 그리고 곧바로 당시 인기 최절정의 디바였던 세이블과 대립하며 이름을 알리게 된다. 세이블과 대립하던 시절엔 챔피언이던 얼룬드라 블레이즈의 탈단으로 공석이 된 WWE 위민스 챔피언의 자리에 오르기도 하며 많은 주목을 받았고 프로레슬링 인생 최고의 전성기를 맞는다. 이후엔 테리 러널스, 라이언 섐락과 함께 PMS라는 팀을 결성하기도 했고 선역과 악역을 오가며 경기 잘하는 디바로 활동하게 되는데 세이블과 대립하던 시절만큼의 스포트라이트를 받은 적은 없다. 경기 스타일은 마샬 아츠를 가미한 테크니션으로 준수한 편인데 그동안 쌓은 이미지로 보나 말투와 목소리톤으로 보나 재즈나 빅토리아같은 킹왕짱급 악역포스는 어려웠고 트리쉬 스트래터스나 리타처럼 외모가 뛰어나거나 스타일이 좋지도 않았기에 타이틀이 걸린 스토리라인에는 잘 투입하기 어려운 부류이었다. 한동안 심판으로도 활발히 활동하다가 2004년 스맥다운에선 WWE 크루저웨이트 챔피언이던 차보 게레로의 챔피언십 오픈 챌린지에 도전자로 등장한다. 심판이 안 보는 틈을 이용해 로우 블로우로 게레로를 꺾고 챔피언 자리에 오른다. 비록 12일만에 다시 빼앗겼지만 챔피언 목록에 이름을 올리는 것 자체로 큰 의미가 있었을 것이며 당시 WWE 퇴사를 앞둔 그녀를 위해 WWE측에서 마련한 일종의 감사표시 같은 것이라고 한다 그리고 그 해 TNA로 이적하여 몇번의 공백기를 가지며 2011년까지 활동했다. 2013년엔 TNA의 PPV인 원 나잇 온리 넉아웃 넉다운 2013에 일회성으로 출연해 타린 터렐과 경기를 가져 승리했다. WWE 명예의 전당 2016에 오를 후보로 자꾸 언급이 되는걸로 봐서는 2016년에 헌액될 듯 싶더니 2016년 3월 14일 WWE RAW에서 명예의 전당에 입성하는 것이 확정되었다. WWE 로얄럼블 2018에서의 첫 30인 여성 로얄 럼블 매치 경기에 깜짝 등장했으나 나이아 잭스에게 탈락당했다!!

## 수상
- 위민스 레슬링 어워드 (2022)
- IAW 위민스 챔피언 (1회)
- PWI 랭크드 넘버 249 오브 더 탑 500 싱글즈 레슬링 인 더 PWI 인 1993
- PWI 랭크드 넘버 17 오브 더 베스트 50 피멜 싱글즈 레슬링 인 더 PWI 탑 50 피멜즈 인 2008
- USWA 위민스 챔피언 (14회)
- UWF 위민스 월드 챔피언 (1회)
- 클래스 오브 2024
- WWC 월드 위민스웨이트 챔피언 (1회)
- WWF 월드 위민스웨이트 챔피언 (구 버전) (2회)
- WWE 월드 크루저웨이트 챔피언 (구 버전) (1회)
- WWE 홀 오브 페임 (2016)